# Museu Marítimo de Ushuaia

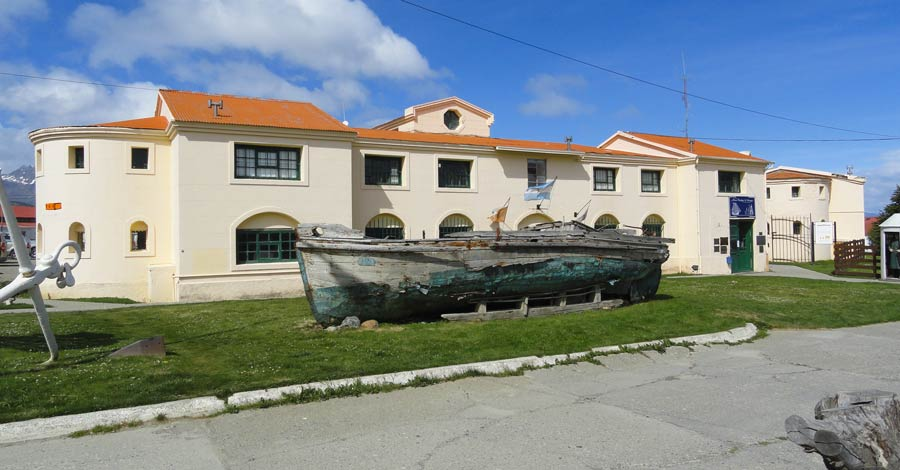
Entrada do museu

O Museu Marítimo de Ushuaia é um museu argentino, localizado na cidade de Ushuaia. É uma instituição civil sem fins lucrativos.
Foi fundado por Carlos Pedro Vairo em 1994 e inaugurado em 3 de março do ano seguinte, ocupando as instalações do antigo presídio, desativado em 1947, um vasto prédio com várias alas construído a partir de 1902 e ampliado diversas vezes, que recebeu prisioneiros de todo o país e exerceu decisiva influência no processo de povoamento e expansão da cidade, e que hoje é um Monumento Nacional.
O museu na verdade é um conglomerado de museus que atuam em conjunto, integrado pelo Museu Marítimo de Ushuaia propriamente dito, o Museu do Presídio de Ushuaia, o Museu Antártico José María Sobral e o Museu de Arte Marinha de Ushuaia, que, juntos, formam um acervo eclético, com seções sobre antropologia, geografia, arte marinha, história da cidade, história do presídio, história natural e história das navegações antárticas, além de possuir uma galeria de arte para exposições temporárias, uma biblioteca com seção de obras raras, uma hemeroteca, uma videoteca e um centro de eventos. O museu preserva uma das melhores coleções do mundo de miniaturas de navios que exploraram o continente antártico.